# Тараканов, Виталий Юрьевич
Виталий Юрьевич Тараканов (3 марта 1972, Минск) — белорусский футболист, полузащитник, тренер.

## Биография
Воспитанник футбольной школы «Смена» (Минск), первый тренер — Сергей Ильич Ананьевский. Профессиональную карьеру начал в 1992 году, в первом сезоне независимого чемпионата Белоруссии в клубе «Строитель» (Старые Дороги). В начале 1993 года перешёл в «Фандок» (позднее — ФК «Бобруйск»), в его составе — финалист Кубка Белоруссии 1993/94. В 1995 году, когда «Бобруйск» потерял финансирование, футболист на время вернулся в «Строитель», выступавший к тому моменту в первой лиге.
В 1996 году вернулся в высшую лигу, подписав контракт с солигорским «Шахтёром». В 1997 году перешёл в «Нафтан», где провёл четыре сезона, сыграв более 100 матчей. С 2001 года играл за «Дариду», в её составе — бронзовый призёр (2001) и победитель (2002) первой лиги. В ходе сезона 2003 года перешёл в клуб «Славия-Мозырь».
В конце карьеры играл в низших лигах за клубы «Верас» (Несвиж), «Смена» (Минск), «Осиповичи».
Всего в высшей лиге Белоруссии сыграл 247 матчей и забил 22 гола.
В 2006 году начал тренерскую карьеру в системе ФК «Минск» (экс-«Смена»). С октября 2009 по октябрь 2011 года — главный тренер клуба. Привёл команду к бронзовым медалям чемпионата страны в сезоне 2010 года, руководил командой в матчах Лиги Европы 2011/12. Несколько лет возглавлял дубль «Минска», также работал с юношескими командами и входил в тренерский штаб основной команды.
Окончил БГУФК (2005). В 2009 году получил тренерскую лицензию «А», позднее получил лицензию «Pro».

## Личная жизнь
Сын Алексей (род. 1996) тоже стал футболистом, играл в высшей лиге Белоруссии за «Ислочь».